# جيم فيربانك
جيم فيربانك (بالإنجليزية: Jim Fairbank)‏ هو لاعب كرة قاعدة أمريكي، ولد في 17 مارس 1881 في Deansboro, New York ‏ في الولايات المتحدة، وتوفي في 27 ديسمبر 1955 في أوتيكا في الولايات المتحدة.

## وصلات خارجية
- جيم فيربانك على موقعبيزبول رفرنس.كوم (الدوري الرئيسي) (الإنجليزية)
- جيم فيربانك على موقعبيزبول رفرنس.كوم (الدوري الثانوي) (الإنجليزية)
- جيم فيربانك على موقع جمعية أبحاث البيسبول الأمريكية (الإنجليزية)